# 兵役

軍隊を持たない国
自由兵役（志願制度）のみの国
徴兵制度はあるが、条件などで制限がある国
強制（義務）兵役
情報なし

兵役（へいえき）とは、軍隊における役種の一種。自由兵役と強制（義務）兵役に大別される。
- 自由兵役は、志願兵、義勇兵、傭兵などのように自分の意思で兵隊の任につくことである[1]。
- 強制（義務）兵役は、法律などの義務によって徴兵されて兵隊の任につくことである[1]。